# Arendal
Arendal este un oraș din provincia Agder, Norvegia.